# Република Армения (1918 – 1920)
Демократична република Армения (на арменски: Հայաստանի Հանրապետություն) е създадена на територията на днешна Армения на 28 май 1918 година, по време на Първата световна война и е просъществувала до образуването на новата Арменска съветска социалистическа република на 2 декември 1920 година.
|  | Тази страница частично или изцяло представлява превод на страницата „Первая Республика Армения“ в Уикипедия на руски. Оригиналният текст, както и този превод, са защитени от Лиценза „Криейтив Комънс – Признание – Споделяне на споделеното“, а за съдържание, създадено преди юни 2009 година – от Лиценза за свободна документация на ГНУ. Прегледайте историята на редакциите на оригиналната страница, както и на преводната страница, за да видите списъка на съавторите. ВАЖНО: Този шаблон се отнася единствено до авторските права върху съдържанието на статията. Добавянето му не отменя изискването да се посочват конкретни източници на твърденията, които да бъдат благонадеждни. |